# Aymon II de Faucogney
Pour les articles homonymes, voir Famille de Faucogney, Aymon de Faucogney et Aymon II.
Aymon II de Faucogney (1165 - après 1174) est un noble comtois. Il fut seigneur de Faucogney et vicomte de Vesoul,,.
En 1189, il épouse, Adeline (nom de famille inconnu) de qui il a :
- Jean, (? - après 1174),
- Hugues, (? - après 1174),
- Pons, (? - après 1174),
- Milon, (? - après 1174),
- Aimon, (? - avant 1205),
- Clémence, (? - vers 1217/23), elle épouse Renard II de Choiseul,
- X
- Béatrice[5], (? - vers 1223/25), elle épouse Hugues de Rougemont de qui elle a Aymon III qui suit.